# 하버시티

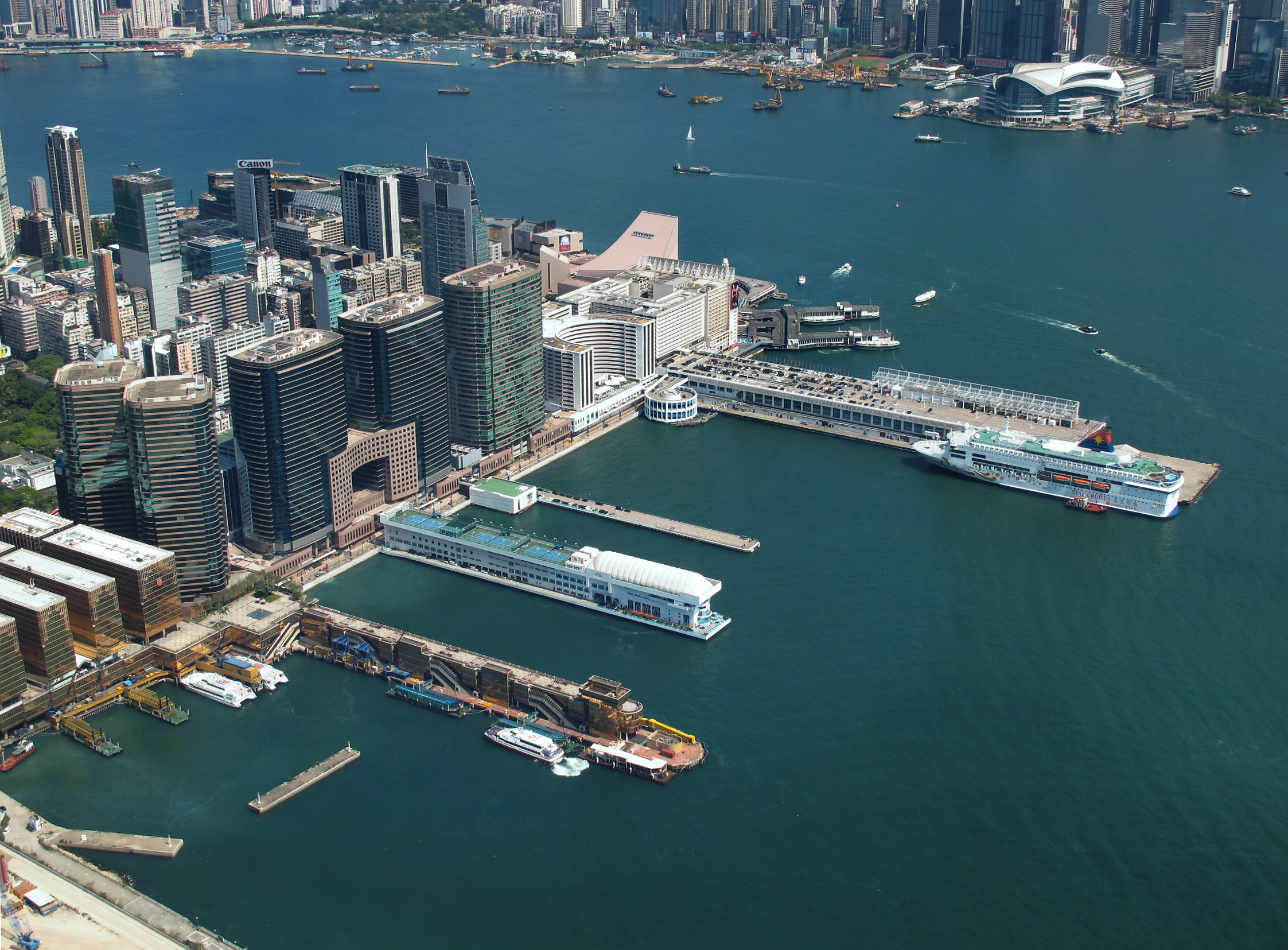
하버시티

하버시티(중국어: 海港城, 병음: Hái Gǎng Chéng, 영어: Harbour City)는 홍콩 짐사저이에 위치한 대형 쇼핑 센터이다. 마르코 폴로 홍콩, 오션 터미널, 오션 센터, 더 게이트웨이 등으로 이루어져 있다.